# Palais de Glace d'Anvers

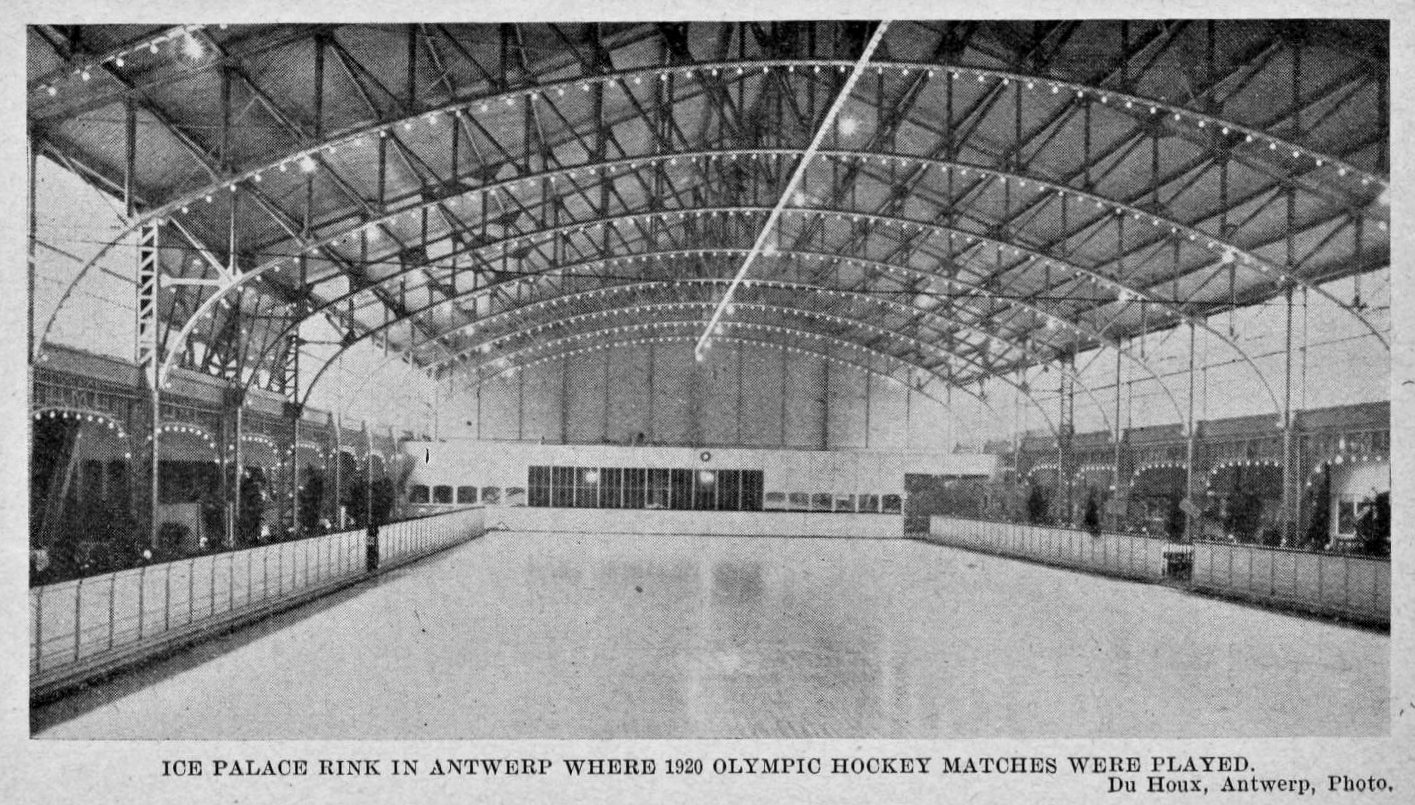
Palais de Glace d'Anvers.

Palais de Glace d'Anvers var en sportanläggning som fanns i Antwerpen, Belgien. Längden var 51 meter (168 fot) och 17.8 meter (58.5 fot). Här tävlade man i konståkningen och spelade ishockey vid Olympiska spelen 1920.